# U-19-Fußball-Europameisterschaft 2006
Die 22. U-19-Fußball-Europameisterschaft wurde in der Zeit vom 18. bis 29. Juli 2006 in Polen ausgetragen. Sieger wurde Spanien durch einen 2:1-Sieg über Schottland. Deutschland konnte sich wie Titelverteidiger Frankreich und die Schweiz nicht qualifizieren, Österreich schied im Halbfinale aus.

## Modus
Die acht qualifizierten Mannschaften werden auf zwei Gruppen zu je vier Mannschaften aufgeteilt. Innerhalb der Gruppen spielt jede Mannschaft einmal gegen jede andere. Die zwei Gruppenersten bestreiten das Halbfinale. Die Halbfinalsieger erreichen das Endspiel. Neben den Halbfinalisten qualifizieren sich die Gruppendritten für die U-20-Fußball-Weltmeisterschaft 2007.

## Teilnehmer
Am Turnier nahmen folgende Mannschaften teil:
- Belgien: Davino Verhulst, Benjamin Lutun, Timothy Dreesen, Timothy Derijck, Sébastien Pocognoli, Marouane Fellaini, Jonathan Legear, Jorn Vermeulen, Steve Deridder, Kevin Mirallas, Roland Lamah, Ruud Boffin, Michaël Jonckheere, Wouter Corstjens, Massimo Moia, Daan Van Gijseghem, Jordan Remacle, Marvin Ogunjimi – Teamchef: Marc Van Geersom.
- Österreich: Bartoloměj Kuru (Austria Wien), Niklas Lercher (TSV 1860 München), Daniel Gramann (TSV Hartberg), Sebastian Prödl (SK Sturm Graz), Michael Madl (Austria Wien), Markus Suttner (Austria Wien), Daniel Sikorski (FC Bayern München), Veli Kavlak (Rapid Wien), Erwin Hoffer (Rapid Wien), Tomas Šimkovič (Austria Wien), Butrint Vishaj (VfB Admira Wacker Mödling), Thomas Hinum (SC Schwanenstadt), Michael Glauninger (Grazer AK), Clemens Walch (Salzburg), Peter Hackmair (SV Ried), Harald Pichler (Red Bull Salzburg), Rubin Okotie (Austria Wien), Michael Zaglmair (LASK Linz) – Teamchef: Paul Gludovatz.
- Polen (Ausrichter): Przemysław Tytoń, Artur Marciniak, Jarosław Fojut, Krzysztof Król, Krzysztof Strugarek, Arkadiusz Czarnecki, Tomasz Cywka, Kamil Oziemczuk, Andrew Konopelsky, Filip Burkhardt, Dawid Janczyk, Jakub Hładowczak, Łukasz Nadolski, Mariusz Sacha, Krzysztof Michalak, Paweł Król, Jakub Tosik, Kamil Stachyra – Teamchef: Michał Globisz.
- Portugal: Igor Araújo, Pedro Correia, Steven Vitória, Paulo Renato, André Marques, Nuno Coelho, Bruno Gama, Zezinando, Paulo Ferreira, David Caiado, Hélder Barbosa, Ricardo Janota, Vitorino Antunes, João Pedro, Bruno Pereirinha, Diogo Tavares, Feliciano Condesso, Mano – Teamchef: Carlos Dinis.
- Schottland: Andrew McNeil, Andrew Cave-Brown, Lee Wallace, Charles Grant, Garry Kenneth, Scott Cuthbert, Simon Ferry, Calum Elliot, Steven Fletcher, Michael McGlinchey, Robert Snodgrass, Scott Fox, Graham Dorrans, Ryan Conroy, Greg Cameron, Brian Gilmour, Mark Reynolds, Jamie Adams – Teamchef: Archie Gemmill.
- Spanien: Antonio Adán, Barragán, Crespo, Valiente, Piqué, Mario Suárez, Toni, Javi García, César, Granero, Diego Capel, Róber, Ángel Bernabé, Pedraza, Jeffrén Suárez, Juan Mata, Elustondo, Bueno – Teamchef: Ginés Meléndez.
- Tschechien: Radek Petr, Jakub Dohnálek, Petr Pavlík, Michal Švec, Jan Šimůnek, Marcel Gecov, Ondřej Mazuch, Marek Jungr, Martin Fenin, Jakub Mareš, Jan Blažek, Petr Janda, Ivan Hašek, Ondřej Kúdela, Marek Střeštík, Luděk Frydrych, Kamil Vacek, Jiří Jeslínek – Teamchef: Miroslav Soukup.
- Türkei: Volkan Babacan, Serdar Kurtuluş, Ferhat Öztorun, Emre Karaman, Serdar Özkan, Arda Turan, Gürhan Gürsoy, Enis Kahraman, İlhan Parlak, Cafercan Aksu, Aydın Yılmaz, Serkan Boydak, Aykut Demir, Kenan Özer, Mevlüt Erdinç, Barış Ataş, Mehmet Sedef, Mehmet Güven – Teamchef: Cem Pamiroğlu.

## Spielorte
| 0Pobiedziska |

| Posen |

| 0Swarzędz |

| Wronki |

| Grodzisk Wielkopolski |

| Szamotuły |

| 0Pobiedziska |

| Posen |

| 0Swarzędz |

| Wronki |

| Grodzisk Wielkopolski |

| Szamotuły |

## Vorrunde

### Gruppe A
Tschechien ist aufgrund des direkten Vergleichs Gruppenerster, Polen aufgrund des direkten Vergleichs Gruppendritter.
| Pl. | Land       | Sp. | S | U | N | Tore    | Diff. | Punkte |
| --- | ---------- | --- | - | - | - | ------- | ----- | ------ |
| 1.  | Tschechien | 3   | 2 | 0 | 1 | 007:500 | +2    | 06     |
| 2.  | Österreich | 3   | 2 | 0 | 1 | 006:400 | +2    | 06     |
| 3.  | Polen      | 3   | 0 | 3 | 0 | 004:400 | ±0    | 03     |
| 4.  | Belgien    | 3   | 1 | 0 | 2 | 006:100 | −4    | 03     |

|                                        |   |            |     |
| 18. Juli 2006 in Pobiedziska           |   |            |     |
| Belgien                                | – | Tschechien | 4:2 |
| 18. Juli 2006 in Posen                 |   |            |     |
| Polen                                  | – | Österreich | 0:1 |
| 20. Juli 2006 in Swarzędz              |   |            |     |
| Österreich                             | – | Tschechien | 1:3 |
| 20. Juli 2006 in Wronki                |   |            |     |
| Polen                                  | – | Belgien    | 4:1 |
| 23. Juli 2006 in Wronki                |   |            |     |
| Österreich                             | – | Belgien    | 4:1 |
| 23. Juli 2006 in Grodzisk Wielkopolski |   |            |     |
| Tschechien                             | – | Polen      | 2:0 |

### Gruppe B
| Pl. | Land       | Sp. | S | U | N | Tore    | Diff. | Punkte |
| --- | ---------- | --- | - | - | - | ------- | ----- | ------ |
| 1.  | Spanien    | 3   | 2 | 1 | 0 | 010:400 | +6    | 07     |
| 2.  | Schottland | 3   | 1 | 1 | 1 | 005:800 | −3    | 04     |
| 3.  | Portugal   | 3   | 0 | 3 | 0 | 007:700 | ±0    | 03     |
| 4.  | Türkei     | 3   | 0 | 1 | 2 | 009:120 | −3    | 01     |

|                                        |   |            |     |
| 18. Juli 2006 in Grodzisk Wielkopolski |   |            |     |
| Spanien                                | – | Türkei     | 5:3 |
| 18. Juli 2006 in Szamotuły             |   |            |     |
| Schottland                             | – | Portugal   | 2:2 |
| 20. Juli 2006 in Pobiedziska           |   |            |     |
| Schottland                             | – | Spanien    | 0:4 |
| 20. Juli 2006 in Szamotuły             |   |            |     |
| Portugal                               | – | Türkei     | 4:4 |
| 23. Juli 2006 in Pobiedziska           |   |            |     |
| Portugal                               | – | Spanien    | 1:1 |
| 23. Juli 2006 in Swarzędz              |   |            |     |
| Türkei                                 | – | Schottland | 2:3 |

## Finalrunde

### Halbfinale
|                                        |   |            |     |
| 26. Juli 2006 in Wronki                |   |            |     |
| Tschechien                             | – | Schottland | 0:1 |
| 26. Juli 2006 in Grodzisk Wielkopolski |   |            |     |
| Spanien                                | – | Österreich | 5:0 |

### Finale
|                        |   |            |     |
| 29. Juli 2006 in Posen |   |            |     |
| Spanien                | – | Schottland | 2:1 |

## Entscheidungen
Spanien wurde zum vierten Mal U-19-Fußball-Europameister. Neben Spanien qualifizierten sich Österreich, Polen, Portugal, Schottland und Tschechien für die U-20-Fußball-Weltmeisterschaft 2007.

## Schiedsrichter
- Novo Panić
- Hervé Piccirillo
- Kristinn Jakobsson
- Ivan Bebek
- Cristian Balaj
- Jonas Eriksson